# Otterbach (Weser)
Der Otterbach, in Lüchtringen die Otterbache genannt, ist ein etwa 8,1 km langer, rechter bzw. südöstlicher Nebenfluss der Weser im Landkreis Holzminden und im Kreis Höxter und damit in den Bundesländern Niedersachsen und Nordrhein-Westfalen (Deutschland).

## Verlauf
Der Otterbach entspringt im Westteil des Mittelgebirges Solling. Seine Quelle befindet sich im bewaldeten Gebiet des „Staatsforst Boffzen“ innerhalb des Feuchtgebiets „Rutenbruch“ westlich von Neuhaus im Solling, das ein Stadtteil des niedersächsischen Holzminden ist. 
Der Otterbach fließt in überwiegend nordwestlicher Richtung durch ein unbesiedeltes Tal des Naturparks Solling-Vogler und erreicht beim Verlassen des großflächigen Sollinger Waldgebiets das Bundesland Nordrhein-Westfalen. Zugleich tritt der Bach in das Obere Wesertal ein, in dem er durch Lüchtringen verläuft, einem Stadtteil des westfälischen Höxter. Bei Erreichen der Ortschaft verläuft er unterirdisch unter dem Lüchtringer Sportplatz und von dort wieder oberirdisch, bis er etwa 100 m vor dem Bahnübergang in die Kanalisation des Ortes einfließt.
Unmittelbar nach Lüchtringen mündet der Otterbach in die dort von Süden kommende und zur Nordsee fließende Weser.

## Hydrologie
Weil der Solling aus Buntsandstein besteht, ist der Gebirgsuntergrund vielerorts sehr wasserdurchlässig. Daher führt der Otterbach in Lüchtringen nur etwa drei Monate im Jahr Wasser.

## Geschichte
Ein mündlich überlieferter Spruch lautet:
"Hiermit wird bekannt gemacht,
dass keiner in die Bache kackt,
denn Oppermann will brauen".
Das zeigt deutlich, dass früher der Bach einerseits für Trinkwasser, andererseits auch als Kloake genutzt wurde.